# Maximilian Artell
Patrik Maximilian Artell, född 25 maj 1991 i Lidingö församling, Stockholms län, är en svensk TV-programledare, nyhetsankare och journalist.
Artell arbetar för TV4 Media och medverkar där i programmen Efter fem, TV4-nyheterna och Nyhetsmorgon.